# Dibromphenole
Die Dibromphenole bilden eine Stoffgruppe von aromatischen Verbindungen, die sich sowohl vom Phenol als auch vom Brombenzol bzw. den Dibrombenzolen ableiten. Die Struktur besteht aus einem Benzolring mit angefügter Hydroxygruppe (–OH) und zwei Bromatomen (–Br) als Substituenten. Durch deren unterschiedliche Anordnung ergeben sich sechs Konstitutionsisomere mit der Summenformel C6H4Br2O:
| keine Einstufung verfügbar |

| Gefahrensymbol |

| keine Einstufung verfügbar |

| Gefahrensymbol |

| keine Einstufung verfügbar |

| Gefahrensymbol |